# Oberhoffen-lès-Wissembourg
Oberhoffen-lès-Wissembourg es una localidad y comuna francesa, situada en el departamento de Bajo Rin en la región de Alsacia.

## Demografía
| 93 | 107 | 110 | 160 | 201 | 279 |
| Para los censos de 1962 a 1999 la población legal corresponde a la población sin duplicidades (Fuente: INSEE [Consultar]) |     |     |     |     |     |